# Nicole Jamet
Nicole Jamet (* 16. September 1948) ist eine französische Schauspielerin.
Nicole Jamet wird 1972 bekannt als Cosette in der TV-Version von Victor Hugos Die Elenden. Didier Kaminka engagiert Nicole Jamet 1975 für die Komödie Trop c'est trop, in der sie mit Claude Jade und Chantal Goya ein lüsternes Trio bildet. 1977 spielt sie die prüde Sylvie in Coline Serreaus Warum nicht!. Unter der Regie von Didier Kaminka spielt sie 1987 in Solange es Frauen gibt und 1990 in Bettkarriere. Jamet und Kaminka spielen gemeinsam in Der Leibwächter (1984) von François Leterrier und in Je sais rien mais je dirai tout (1973) von Pierre Richard. In Deutschland bekannt ist Nicole Jamet durch die Serie Les Misérables und Allein gegen die Mafia.